# Nowa Wieś (powiat pruszkowski)
Nowa Wieś – wieś sołecka w Polsce, położona w województwie mazowieckim, w powiecie pruszkowskim, w zachodniej części gminy Michałowice. Leży ok. 20 km od Warszawy, nad rzeką Zimna Woda (w przeszłości określanej jako Mrówka). W latach 1975–1998 miejscowość należała administracyjnie do województwa warszawskiego.
Sąsiaduje z Pruszkowem, Komorowem i Granicą. Zajmuje powierzchnię około 4 km². Liczy 1571 mieszkańców, zarówno żyjących tu od urodzenia, jak i ludności napływowej. W 2003 roku więcej było mieszkańców napływowych.

## Integralne części wsi
| SIMC    | Nazwa   | Rodzaj    |
| ------- | ------- | --------- |
| 0005240 | Helenów | część wsi |

## Historia
Nowa Wieś powstała w XVIII w. w dobrach helenowskich. Tereny te należały do hrabiego Jakuba Potockiego. Około 1900 roku hrabia Potocki postanowił rozparcelować część swoich ziem na rzecz swoich poddanych. Były to tereny częściowo zalesione i podmokłe. Przed osiedleniem trzeba je było najpierw zagospodarować. W 1910 roku Nowa Wieś liczyła niewiele ponad 600 mieszkańców i około 80 posesji zlokalizowanych przeważnie przy ulicy Głównej.
Po I wojnie światowej nastąpił dalszy rozwój wsi. W latach 20. nastąpiła dalsza parcelacja gruntów. W 1928 roku Nowa Wieś należała do gminy Helenów powiat Błonie. W 1926 roku powołano Ochotniczą Straż Pożarną w Nowej Wsi. Rozwój wsi nastąpił po otwarciu Elektrycznych Kolei Dojazdowych w 1927 roku.
W czasie II wojny światowej w Nowej Wsi nie było bezpośrednich bitew, ze względu na otwarty teren. W czasie okupacji na tym terenie powstała Ochronka dla Dzieci i Sierot.
Wieś w latach 50. została zelektryfikowana. W 1961 roku otwarto szkołę podstawową, w 1966 roku otwarto bibliotekę, a w 1983 roku oddano do użytku przedszkole. W latach 90. we wsi zbudowano wodociągi, kanalizację i sieć telefoniczną.

## Charakterystyka
Współcześnie Nowa Wieś ma w coraz większym stopniu charakter osiedla mieszkaniowego, m.in. dzięki połączeniu ze stolicą trasą kolejki WKD. Przeważa zabudowa jednorodzinna, pojawiają się też nowe osiedla w zabudowie bliźniaczej i szeregowej.
Znajduje się tu jedyna w gminie Ochotnicza Straż Pożarna, publiczne przedszkole, szkoła podstawowa i gimnazjum, które tworzą zespół szkół, biblioteka i Gminny Ośrodek Pomocy Społecznej. Na terenie wsi działają Klub Emerytów i Rencistów oraz Klub Wędkarza przy Radzie Sołeckiej, których siedzibą jest świetlica Rady Sołeckiej, mieszcząca się w budynku przedszkola. Przy szkole działa Uczniowski Klub Sportowy Anprel Nowa Wieś.

## Ochotnicza Straż Pożarna
Jednostka OSP, stanowiąca obecnie część KSRG, powstała w roku 1926 staraniem Błońskiego Związku Straży Pożarnych oraz druha Władysława Kamelskiego. O lokalizacji OSP w Nowej Wsi zadecydowały: przystanek kolejki WKD, bliskie sąsiedztwo Fabryki Farb i Lakierów Karpińskiego i Lepperta w Helenówku, sąsiedztwo z uprzemysławiającym się Pruszkowem, a także ceniona postawa społeczna mieszkańców, którzy zorganizowali letnią ochronkę dla dzieci i prężną drużynę „Strzelca”. Z inicjatywy dh Kamelskiego strażacy wznieśli drewnianą wspinalnię, a w 1929 roku razem z mieszkańcami wybudowali remizę, która do lat trzydziestych mieściła się na tzw. „Smugu” – podmokłym terenie na południe od przystanku WKD. Był to całkowicie drewniany budynek o powierzchni ponad 70 m² z dużą salą o dwu przelotowych bramach wjazdowych. Następnie remiza ulokowana została bliżej Helenówka i dziś znajduje się w pobliżu trasy Warszawa-Żyrardów. W roku 2014 rozpoczęto rozbudowę obiektu.